# Софі, герцогиня Единбургська
Софія Гелен, герцогиня Единбурзька, Дама Великого Хреста (англ. Sophie Helen, Duchess of Edinburgh, до шлюбу Різ-Джонс, англ. Rhys-Jones) — дружина принца Едварда, герцога Единбурзького, молодшого сина Єлизавети II та принца Філіпа, герцога Единбурзького, з 1999 року. До 2002 року працювала у сфері зв'язків з громадськістю, тепер підтримує чоловіка в королівських справах.
Мати леді Луїзи Віндзор і Джеймса, графа Вессекського.

## Раннє життя та кар'єра
Софі Гелен Різ-Джонс народилася в лікарні Редкліффа, Оксфорд, 20 січня 1965 року в родині середнього класу.  Її батько, Крістофер Борнс Різ-Джонс (нар. 1931), був директором з продажу в імпортері промислових шин і гумових виробів. Її матір'ю була Мері (О'Салліван; 1934–2005), працівниця благодійної організації та секретарка. У неї є старший брат Девід (нар. 1963). Названа на честь тітки Гелен, загиблої в аварії в 1960 році. Її хрещений батько, актор Тейн Беттані, був зведеним братом її батька; обидва провели молодість в Сараваку, Північне Борнео, тодішньому британському протектораті, яким правили білі раджі. Вона походить від короля Англії Генріха IV і пов'язана з родиною віконтів Молсвортів; її бабуся, Маргарет Ріс-Джонс, до шлюбу Молсворт, була правнучкою преподобного Джона Молсворта, батька сера Гілфорда Молсворта і правнука Роберта Молсворта, 1-го віконта Молсворта.
Різ-Джонс росла у фермерському будинку 17 століття з чотирма спальнями в Бренчлі, Кент. Вона почала освіту в Dulwich Preparatory School, перш ніж перейти до Кентського коледжу, Пембері, де дружила з Сарою Сієнезі, з якою згодом жила в Фулхемі і яка пізніше стала її фрейліною. Потім Ріс-Джонс навчалася на секретарку в коледжі Вест-Кент, Тонбридж. 
Почала кар'єру в галузі зв'язків з громадськістю, працюючи в різних фірмах, зокрема, чотири роки в Capital Radio у відділі преси та реклами, а також у компаніях зі зв'язків з громадськістю The Quentin Bell Organization і MacLaurin Communications & ЗМІ. Також працювала лижною представницею у Швейцарії та провела рік, подорожуючи та працюючи в Австралії. У 1996 році Різ-Джонс відкрила агентство зі зв’язків з громадськістю RJH Public Relations, яким керувала разом зі своїм діловим партнером Мюрреєм Гаркіним протягом п’яти років.

## Шлюб
Під час роботи на Capital Radio Ріс-Джонс зустріла принца Едварда, молодшого сина королеви та герцога Единбурзького, у 1987 році, коли той зустрічався з її подругою. У 1993 році зустрілася з ним на рекламній зйомці Prince Edward Summer Challenge, щоб зібрати гроші на благодійність, і невдовзі у них почалися стосунки. У грудні 1993 року на тлі зростаючих спекуляцій щодо того, чи планують вони шлюб, Едвард написав редакторам газети листа, в якому заперечував будь-які весільні плани та просив ЗМІ поважати їхнє приватне життя. Едвард зробив пропозицію під час відпустки на Багамах у грудні 1998 року, а 6 січня 1999 року було оголошено про заручини. Софі, яка, як повідомляється, була близькою до королеви від початку її стосунків з Едвардом, отримала дозвіл використовувати королівські апартаменти в Букінгемському палаці до її заручин.
Весілля відбулося 19 червня того ж року в каплиці Святого Георгія у Віндзорському замку, тоді як весілля старших братів і сестри Едварда були великими офіційними подіями у Вестмінстерському абатстві чи соборі Святого Павла.  У день одруження принц Едвард отримав титул графа Вессекського з допоміжним титулом віконта Северна (як натяк на валлійське коріння родини його дружини). Пара провела медовий місяць у замку Балморал. Після переїхали до Бегшот-парку, свого будинку в Сурреї. Хоча їхньою приватною резиденцією є Бегшот-парк, їхній офіс і офіційна лондонська резиденція розташовані в Букінгемському палаці. Через ремонт у Букінгемському палаці у 2018 році пара тимчасово перенесла свої офіси до Сент-Джеймського палацу. 
У грудні 2001 року графиня була доставлена в лікарню короля Едуарда VII після поганого самопочуття. Виявилося, що вона страждала від позаматкової вагітності, плід видалили. Через два роки, 8 листопада 2003 року, вона передчасно народила доньку, леді Луїзу Маунтбеттен-Віндзор, в результаті відшарування плаценти , що поставило під загрозу життя обох, і вона пройшла екстрений кесарів розтин, відділення в лікарні Фрімлі Парк, а граф поспішив повернутися з Маврикія. Графиня повернулася до лікарні Фрімлі-Парк 17 грудня 2007 року, щоб знову народити за допомогою кесаревого розтину сина Джеймса Маунтбеттена-Віндзора, віконта Северна.

## Герцогиня та Україна
29 квітня 2024 року Герцогиня Единбурзька Софі Хелен прибула до Києва в рамках свого першого з 2014 року візиту в Україну від імені королівської родини Великої Британії. Під час свого перебування вона зустрілася з Президентом України Володимиром Зеленським та першою леді Оленою Зеленською.

## Титул
- 20 січня 1965 — 19 червня 1999: Міс Софі Хелен Різ-Джонс
- з 19 червня 1999: Її Королівська Високість графиня Вессекська

Її Королівська Високість Принцеса Едуард Ентоні Річард Луїс, графиня Вессекська, віконтеса Северн, Дама Великого хреста Королівського Вікторіанського ордена, Дама славетного ордена госпіталю Святого Іоанна Єрусалимського.

## Нагороди
- 2004: Королівський сімейний орден королеви Єлизавети II[15]
- 2005: Дама ордену Святого Іоанна Єрусалимського (DStJ)[16]
- 7 червня 2005: Пам'ятна медаль на честь сторіччя Саскачевану[17]
- 2010: Дама Великого Хреста Королівського Вікторіанського ордена (GCVO)[18]
- Медаль Золотого ювілею королеви Єлизавети II
- Медаль Діамантового ювілею королеви Єлизавети II